# Aphistina partita
Aphistina partita là một loài ruồi trong họ Asilidae. Aphistina partita được Walker miêu tả năm 1857.